# Murray (rzeka)
Murray (ang. Murray River) – rzeka w Australii, o długości 2575 km. Wypływa z zachodnich stoków Alp Australijskich (z pasma Gór Śnieżnych) i płynie na zachód, tworząc naturalną granicę między Nową Południową Walią a Wiktorią. Na wysokości Wentworth do Murray wpada rzeka Darling – trzecia z najdłuższych rzek Australii. Niektórzy geografowie traktują Darling i dolny Murray jak pojedynczą rzekę o długości 3750 km. Murray uchodzi do przybrzeżnego Jeziora Alexandrina w Australii Południowej, kilkadziesiąt kilometrów na wschód od Adelaide.